# Svenska mästerskapen i längdskidåkning 1931
Svenska mästerskapen i längdskidåkning 1931 arrangerades i Umeå.

## Medaljörer, resultat

### Herrar
| Gren             | Guld           | Guld           | Silver            | Silver         | Brons             | Brons          |
| 15 km            | Inga tävlingar | Inga tävlingar | Inga tävlingar    | Inga tävlingar | Inga tävlingar    | Inga tävlingar |
| 30 km            | Ivan Lindgren  | Lycksele IF    | Axel Wikström     | Skellefteå AIK | Thule Persson     | Storumans IK   |
| 50 km            | Olle Hansson   | Luleå SK       | Hjalmar Bergström | Sandviks IK    | Herbert Södergren | Ockelbo        |
| Lagtävling 15 km | Inga tävlingar | Inga tävlingar | Inga tävlingar    | Inga tävlingar | Inga tävlingar    | Inga tävlingar |
| Lagtävling 30 km | Luleå SK       | Luleå SK       |                   |                |                   |                |
| Lagtävling 50 km | Lycksele IF    | Lycksele IF    |                   |                |                   |                |

### Damer
| Gren             | Guld            | Guld            | Silver          | Silver    | Brons           | Brons          |
| 10 km            | Elsa Jonzon     | Delsbo IF       | Elsa Henriksson | Domnarvet | Hulda Johansson | Arvidsjaurs IF |
| Lagtävling 10 km | Domnarvets GoIF | Domnarvets GoIF |                 |           |                 |                |

### Webbkällor
- Svenska Skidförbundet